# Бакхиади
Бакхиади (Βακχιάδαι, Bakchiadai; Bacchiades, Bakchiaden) е род дорийци от древен Коринт, наречен на Бакхис (Bakchis), петият цар на Коринт.
Те произлизат от род Хераклиди. От 748 пр.н.е. те управлявали почти цял век като олигарси, и градът преживява голям икономически напредък. Те избирали годишно един нов държавен владетел от своите среди, т.нар. притан (Prytanis). По тяхно време започва колонизацията. Те основават колонията Сиракуза (733 пр.н.е.).
След загуба против Керкира през 660 пр.н.е., първата морска битка в гръцката история, династията на Бакхиадите е свалена през 657 пр.н.е. от долните слоеве на народа. Бруталността по време на тяхното управление ги направило необичани от народа.
Те не трябва да се бъркат с Bakchai, култовите поклоници на Дионис.